# Ary dos Santos Furtado
Ary dos Santos Furtado, dit Pavão, né le 6 septembre 1917, est un joueur brésilien de basket-ball.

## Palmarès
- 3e du championnat d'Amérique du Sud 1937 et 1940